# Dorothée Zénith 86
Tournées par Dorothée
On va faire du cinéma Dorothée au Zénith 88 / Tournée 89
Zénith 86 est un « récital scénarisé », présenté à partir du mois de décembre 1986 au Zénith pour 21 représentations et 145 000 spectateurs à Paris.
Il s'agit du premier vrai concert de Dorothée tranchant avec les comédies musicales des années précédentes. Même si l'on retrouve la présence d'un fil conducteur, matérialisé par les différentes apparitions de Jacky.
En opposition aux anciens spectacles, nous retrouvons ici une mise en scène plus importante : un crash d'avion, une arrivée de Dorothée en deltaplane, une navette spatiale et une scène d'action et de "bagarre" lors du morceau Expédition terre.
Un titre inédit est créé spécialement pour ce spectacle : Toi et moi ... vous et nous en duo avec Jacky et qui sera publié en single en avril 1987.
Cette série de concerts supporte l'album Maman et marque le dernier spectacle de "l'ère Récré A2".
En décembre 1987, Dorothée, fraîchement arrivée sur TF1, propose de nouveau ce spectacle pour deux représentations exceptionnelles au Zénith et une mini-tournée en France, avec une légère modification de liste des titres. À cette occasion, deux titres de l'album Docteur y sont ajoutés.
Ce spectacle fut diffusé sur TF1 le 11 novembre 1987 avec une sortie en VHS le 20 novembre 1987.

## Informations
| Personnes sur scène | | |
| Interprètes : - Dorothée Conception et dialogues : - Jean-François Porry Choristes : - Corinne Sauvage - Martine Latorre Lumières : - Jacques Rouveyrollis | Musiciens : - Direction musicale : Gérard Salesses - Malik - Jérôme - Gilles - Bernard Minet - René Morizur Costumes : - Roberto Rosello Décors : - Lionel Gédébé | Chorégraphe : Chris Georgiadis Danseurs : - Arthur - Éric - Jean-Marie - Yasmine - Raymonde - Sandrine - Jaimie Captation publique : - Robert Réa |

## Titres
| No  | Titre                                                 | Durée |
| --- | ----------------------------------------------------- | ----- |
| 1.  | Intro : Allo, allo Monsieur l'ordinateur              |       |
| 2.  | Allo, allo Monsieur l'ordinateur                      |       |
| 3.  | Détective privé                                       |       |
| 4.  | Bien fait pour toi !                                  |       |
| 5.  | Les Schtroumpfs                                       |       |
| 6.  | Vive les vacances                                     |       |
| 7.  | Sur mon piano                                         |       |
| 8.  | Qu'il est bête                                        |       |
| 9.  | Pour faire une chanson                                |       |
| 10. | Maman (Ca donne envie de chanter pour le "Zénith 87") |       |
| 11. | C'est un poète                                        |       |
| 12. | Où se cache l'amour ?                                 |       |
| 13. | T'es pas cap !                                        |       |
| 14. | C'est fou c'que je t'aime beaucoup (Jacky)            |       |
| 15. | Expédition terre                                      |       |
| 16. | Les petits Ewoks                                      |       |
| 17. | Tant qu'on a des amis                                 |       |
| 18. | Toi et moi... vous et nous (duo avec Jacky)           |       |
| 19. | Hou la menteuse !                                     |       |
| 20. | Maman                                                 |       |

## Dates et lieux des concerts

### Zénith de Paris 1986
| Date                   | Ville |
| ---------------------- | ----- |
| 13 décembre 1986 14h   | Paris |
| 13 décembre 1986 17h30 | Paris |
| 14 décembre 1986 14h   | Paris |
| 14 décembre 1986 17h30 | Paris |
| 19 décembre 1986 14h30 | Paris |
| 20 décembre 1986 14h   | Paris |
| 20 décembre 1986 17h30 | Paris |
| 21 décembre 1986 14h   | Paris |
| 21 décembre 1986 17h30 | Paris |
| 26 décembre 1986 14h30 | Paris |
| 27 décembre 1986 14h   | Paris |
| 27 décembre 1986 17h30 | Paris |
| 28 décembre 1986 14h   | Paris |
| 28 décembre 1986 17h30 | Paris |
| 2 janvier 1987 15h30   | Paris |
| 3 janvier 1987 14h30   | Paris |
| 3 janvier 1987 17h30   | Paris |
| 4 janvier 1987 14h     | Paris |
| 4 janvier 1987 17h30   | Paris |

### Tournée 1987
| Date             | Ville                   |
| ---------------- | ----------------------- |
| 30 janvier 1987  | Annecy                  |
| 31 janvier 1987  | Lyon                    |
| 1er février 1987 | Lyon                    |
| 6 février 1987   | Toulon                  |
| 7 février 1987   | Marseille               |
| 8 février 1987   | Nice                    |
| 13 février 1987  | Bayonne                 |
| 14 février 1987  | Albi                    |
| 15 février 1987  | Toulouse                |
| 8 mars 1987      | Montpellier             |
| 9 mars 1987      | Agen                    |
| 15 mars 1987     | Lille                   |
| 20 mars 1987     | Rouen                   |
| 21 mars 1987     | Amiens                  |
| 22 mars 1987     | Metz                    |
| 28 mars 1987     | Orléans                 |
| 29 mars 1987     | Le Mans                 |
| 3 avril 1987     | Lons-le-Saunier         |
| 4 avril 1987     | Grenoble                |
| 5 avril 1987     | Lausanne                |
| 9 avril 1987     | Mulhouse                |
| 10 avril 1987    | Mulhouse                |
| 11 avril 1987    | Nancy                   |
| 12 avril 1987    | Reims                   |
| 9 mai 1987       | Agen                    |
| 22 mai 1987      | Montluçon               |
| 23 mai 1987      | Clermont-Ferrand        |
| 24 mai 1987      | Limoges                 |
| 28 mai 1987      | Genève                  |
| 29 mai 1987      | Oyonnax                 |
| 30 mai 1987      | Villefranche-sur-Mer    |
| 31 mai 1987      | Chaumont (52)[Lequel ?] |
| 13 juin 1987     | Fête de l'Union         |

### Zénith 1987
| Date                 | Ville |
| -------------------- | ----- |
| 12 décembre 1987 14h | Paris |
| 12 décembre 1987 18h | Paris |

### Tournée 1987 (suite)
| Date             | Ville            |
| ---------------- | ---------------- |
| 21 novembre 1987 | Romorantin       |
| 22 novembre 1987 | Évry             |
| 28 novembre 1987 | Orléans          |
| 29 novembre 1987 | Angers           |
| 4 décembre 1987  | Laval            |
| 5 décembre 1987  | Le Mans          |
| 19 décembre 1987 | Grenoble         |
| 20 décembre 1987 | Grenoble         |
| 26 décembre 1987 | Dunkerque        |
| 27 décembre 1987 | Nogent-sur-Marne |